# 킹콩 번디

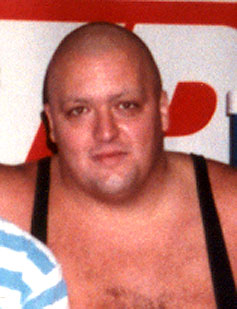
1985년의 킹콩 번디

크리스토퍼 앨런 크리스 팰리스(영어: Christopher Alan "Chris" Pallies, 1957년 11월 7일 ~ 2019년 3월 5일)의 남자 프로레슬링선수다. 킹 콩 번디(King Kong Bundy)라는 링 네임을 사용했다. 20세기의 대표적인 거구라고 할 수 있으며, 헐크 호건, 언더테이커 등 유명한 프로레슬링을 대립을 하였으며 주 피니쉬는 빅 스플래쉬, 애틀랜틱 시티 아발란체(바디 어발란체) 두가지 있다. 현재는 은퇴하였다. 키는 196cm 몸무게는 212kg 거구의 뚱뚱한 체구다. 당시 향년 나이는 62세다.